# Nagy-Britannia Királysága
A Brit Királyság, más néven Nagy-Britannia Királysága (angolul Kingdom of Great Britain) a mai Egyesült Királyság elődje, mely az Angol Királyság és a Skót Királyság egyesülésével jött létre az egyesülési szerződés (Treaty of Union) alapján. Erről az egyesülési törvények rendelkeztek, amelyek egységes királyságot hoztak létre a teljes Brit-szigeten. Egy új, egységes kormány és parlament irányította a királyságot a londoni Westminsterből Skócia és Anglia királyságai ugyanannak az uralkodónak az országai voltak. Ez a koronák egyesítésének az eredménye, mikor I. Erzsébet halálát követően VI. Jakab skót király I. Jakab néven 1603-ban Anglia királya lett.
Nagy-Britannia Királyságát Nagy-Britannia és Írország Egyesült Királysága elnevezés váltotta fel, mikor 1801-ben az Ír Királyságot az 1798-as ír felkelést leverve az 1800-as egyesülési törvény (Act of Union 1800) elfogadásával beolvasztották.
Írország „Ír Szabadállam” néven 1922-ben kivált és domínium lett, így 1927-ben Nagy-Britannia és Észak-Írország Egyesült Királysága név vált használatossá.

## Neve
A Brit Királyságot gyakran nevezik Nagy-Britannia Egyesült Királyságának, amit gyakran röviden Egyesült Királyságnak neveznek. Most is vita folyik arról, hogy az utóbbi kifejezés helyes-e. Az Acts of Union sok helyen hivatkozik az országra Nagy-Britannia Egyesült Királysága néven; azonban a kritikusok úgy érvelnek, hogy a egyesült szó csak egy leíró szó, és nem része az ország nevének. Magára az Acts of Union-ra hivatkoznak, mely azt állítja, hogy Anglia és Skócia „Egy Királysággá egyesült, Nagy-Britannia név alatt”.
Az „Egyesült Királyság”ot néha előszeretettel használják, hogy igazolják a folytonosságot, leginkább katonai és gyarmati területeken. Az 1800-as Act of Union idején, mely kétségtelenül „Egyesült Királyságnak” hívta az országot, a britek a nagy francia háború részesei voltak, és a Brit Birodalom számos gyarmatot szerzett Amerikában, Indában és Ausztráliában. Azonban aki eldöntötte, hogy az „Nagy-Britannia Egyesült Királyságát” vagy „Egyesült Királyságot” használ, óvakodjék a két fogalom keverésétől, mikor az egységes hadseregre vagy a gyarmati birodalomra utalunk.
Azonban az „Egyesült Királyság” az Írországgal 1800-ban kötött csatlakozási megállapodást követően vált elterjedten használttá, s ekkor fogadták el hivatalos névként is.

## Politikai felépítés
Nagy-Britannia királyságát egy uralkodó irányította, mint ahogy a Brit-szigetet az angol interregnum és III. Vilmos, valamint II. Mária uralkodását leszámítva. Azonban 1707-től az uralkodó az egységesített Nagy-Britannia koronája alatt uralkodott, semmint a két külön korona hatalmát egyesítette. A trón öröklését inkább az angol, semmint a skót rendelkezés határozta meg. Eszerint megkövetelték, hogy az angol trónt csak protestáns ember foglalhatja el, aki Hannoveri Zsófia leszármazottja, s így biztosították a Hannover-ház trónon maradását. Ennek érdekében hozta létre az egyesülési törvény Nagy-Britannia Királyságát.
A törvényhozó hatalmat a brit parlament képviselte, mely az angol és a skót parlamentet váltotta fel. A mai Egyesült Királyságéhoz hasonlóan itt is három részből állt: ezek a Képviselőház (House of Commons), a Lordok Háza, és a korona képviselete a parlamentben. Anglia és Skócia az új parlament mindkét házban kapott képviselői helyeket. Bár Skóciának lakosságához képest mindkét házban kevés képviselői helye volt, abban a korban a helyek elosztásánál a legfontosabb szempont az adófizetés volt, és ilyen tekintetben Skócia felül volt reprezentálva. Az unió megalakulásával Skócia 16 főrendű és 45 választott közrendűt küldött a törvényhozásba. A mai napig ez képezi a brit politika alapjait.

## Uralkodók
- Anna (1707–1714), előzőleg Anglia királynője, Skócia királynője és Írország királynője.
- I. György (1714–1727)
- II. György (1727–1760)
- III. György (1760–1801), majd 1820-ig Nagy-Britannia és Írország Egyesült Királyságának uralkodója.